# Gare de Deûlémont
Ne doit pas être confondu avec la gare de Deûlémont de la ligne de tramway Armentières - Halluin.
La gare de Deûlémont était une gare ferroviaire française de la ligne de La Madeleine à Comines-France, située sur le territoire de la commune de Quesnoy-sur-Deûle, à proximité de Deûlémont, dans le département du Nord en région Hauts-de-France. 
Un point d'arrêt est mis en service en 1891 par la Compagnie des chemins de fer du Nord. C'est une halte voyageurs de la Société nationale des chemins de fer français (SNCF) desservie par des trains TER Hauts-de-France.

## Situation ferroviaire
Établie à 19 mètres d'altitude, la gare de Deûlémont est située au point kilométrique (PK) 14,849 de la ligne de La Madeleine à Comines-France, entre les gares de Quesnoy-sur-Deûle et de Sainte-Marguerite.

## Histoire
Le point d'arrêt, pour trains légers, de Deûlémont, est créé et mis en service en 1891 par la Compagnie des chemins de fer du Nord.

## Service des voyageurs

### Accueil
Arrêt Routier

### Dessertes
Deûlémont était desservie par des trains TER Hauts-de-France qui effectuent des missions entre les gares de Lille-Flandres et de Comines-France.

### Intermodalité
Le stationnement des véhicules est possible sur le parking de la place de la gare près de l'ancien bâtiment voyageurs.